# Московский областной суд
Московский областной суд — высший федеральный орган судебной власти на территории Московской области Российской Федерации.
Входит в систему судов общей юрисдикции, является непосредственно вышестоящей судебной инстанцией по отношению к 53 районным и городским судам Московской области.
Днём образования Московского областного суда считается 1 февраля 1923 года.

## История
11 ноября 1922 года на основании «Положения о судоустройстве РСФСР» образовался Московский губернский суд. Первым его председателем стал Иван Александрович Смирнов.
Иван Смирнов отмечал, что «система единого Суда города Москвы и губернии начала функционировать с 1 февраля 1923 года, когда закончился организационный период и Московский губернский суд стал руководящим центром этой системы в пределах губернии».
Отделы Губернского суда располагался по трём адресам: Пленум, Дисциплинарное присутствие, Уголовно-судебное отделение и Административно-хозяйственное управление — на Тверском бульваре, дом 18; Гражданский Отдел и Нотариат — у Большого Каменного Моста на Берсеневской набережной, дом 24; Кассационное отделение — Большая Лубянка, дом 18.
В 1929 году губернские суды переименовали в областные (краевые), оставив за ними те же функции. В частности, Московский областной суд был единым судебным органом Москвы и Московской области.
13 декабря 1932 года, когда Москва получила статус города союзного значения из Московского областного суда был выделен Московский городской суд. В последний перешёл на работу Иван Смирнов.
С 1 ноября 1993 года в Московском областном суде действует суд присяжных.